# Absolutely Fabulous: The Movie
Absolutely Fabulous: The Movie is een Britse filmkomedie uit 2016, gebaseerd op de gelijknamige sitcom. De film ging op 1 juli in première in het Verenigd Koninkrijk en op 21 juli in Nederland.

## Synopsis
Edina heeft geen grote cliënten meer als PR-manager en besluit een boek te schrijven. Dit boek wordt echter niet gepubliceerd. Edina gaat op zoek naar nieuwe klanten en komt uit bij Kate Moss. Op een modefeest, georganiseerd door Patsy, benadert zij Kate, maar die valt door een ongelukkige worsteling in het water van de Theems. Edina wordt ervan verdacht haar te hebben geduwd en vlucht samen met Patsy naar Frankrijk.

## Rolverdeling
- Jennifer Saunders - Edina "Eddy" Monsoon[2]
- Joanna Lumley - Patsy Stone
- June Whitfield - moeder
- Julia Sawalha  - Saffron "Saffy" Monsoon
- Jane Horrocks - Bubble en "Shirley Bassey"
- Indeyarna Donaldson-Holness - Lola
- Chris Colfer - Christopher
- Christopher Ryan - Marshall
- Mo Gaffney - Bo
- Kathy Burke - Magda[3]
- Harriet Thorpe - Fleur
- Helen Lederer - Catriona
- Celia Imrie - Claudia Bing[4]
- Robert Webb - Nick
- Janette Tough - Huki Muki
- Llewella Gideon - Llewella
- Mark Gatiss - Joel
- Barry Humphries - Charlie en "Dame Edna Everage"

## Achtergrond
Het script is geschreven door Jennifer Saunders, die ook een van de hoofdrollen vertolkt. De film werd geregisseerd door Mandie Fletcher en voor een groot deel opgenomen aan de Côte d'Azur. Voor de film nam de Australische zangeres Kylie Minogue het nummer This Wheel's on Fire op.
In de film hebben een groot aantal bekende acteurs een cameo,  zoals Kate Moss. Saunders verklaarde later dat dit makkelijk geregeld was. Iedereen wilde dolgraag meedoen. Ook zijn er veel dragqueens te zien.
De opnames werden bemoeilijkt doordat Saunders tot het laatste moment bleef werken aan het script. Toen begonnen werd met filmen was het einde ook nog niet bedacht. Uiteindelijk zijn er zes verschillende eindes gekomen die allemaal in de film verwerkt zijn.